# Hyenas FC
Hyenas FC is een Nederlandse amateurvoetbalclub in Utrecht. De club is opgericht in 2021 tijdens de Coronapandemie. Hyenas FC speelt haar wedstrijden sinds 2024 op Sportpark Papendorp. Hiervoor speelde Hyenas FC op Sportpark De Liesbos in Hoograven. De club heeft tijdens het seizoen 2024/2025 vier herenteams, één vrouwenteam en vier jeugdteams. Hyenas FC heeft geen standaardelftal.